# Буччи, Флавио
Флавио Буччи (итал. Flavio Bucci; 25 мая 1947 — 18 февраля 2020) — итальянский актёр, голосовой актер и кинопродюсер.

## Биография
Родился в Турине. Буччи начал сниматься в кино и телевидении в 1971 году, дебютировав в фильме «Рабочий класс идёт в рай». Он также известен ролью Даниэля, слепого пианиста, в «Суспирия» Дарио Аргенто и громового Блэки в фильме «Убийства в ночном поезде». Еще одну из знаковых ролей Буччи сыграл в фильме 1978 года «Замкнутый круг» режиссера Джулиано Монтальдо, с которым он сотрудничал в нескольких кинопроектах.
На сцене театра Буччи принимал участие в сценических адаптациях «Кто боится Вирджинии Вульф?» и Клоун и тому подобное. Он также был известным декламатором стихов итальянского поэта Джакомо Леопарди. В 1970-х и 1980-х годах Буччи проявил себя как талантливый актёр дубляжа. Он озвучил Джона Траволту в его ранних фильмах, а также Сильвестра Сталлоне в фильме «Лорды из Флэтбуша». Его работа на телевидении включает в себя озвучивание Потси Вебера в первых двух сезонах «Счастливых дней» и Люка Дюка в первых пяти сезонах сериала «Герцог Хазарда».
18 февраля 2020 года Буччи умер от сердечного приступа в Пасскуро в возрасте 72 лет.